# غرر الحکم و درر الکلم
غُرَرُالحِکَم و دُرَرُالکَلِم (به معنای: اندرزهای برتر و سخنان چون دُر) کتابی است شامل گفتاوردهای علی بن ابی طالب که به شیوه الفبایی چیدمان شده و تعدادشان ۱۰۷۶۰ می‌باشد. عبدالواحد تمیمی آمِدی گرداورنده آن است که کتاب را در ۹۱ بخش (باب) فهرست بندی کرده‌است. آمدی غررالحکم و دررالکلم را به کمک کتاب‌های نهج البلاغه، صد کلمه جاحط، تحف العقول ابن شعبه حرانی و دستور معالم الحکم قاضی قضاعی، به رشته تحریر درآورده است.

## نگارنده

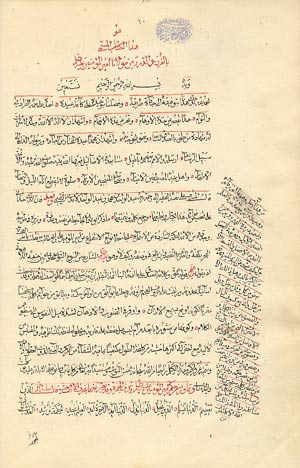

آمدی در سده پنجم و ششم هجری قمری می‌زیسته است. به استثناء دانسته‌هایی که میرزا عبدالله افندی تشریح کرده‌است اطلاعات زیادی از زندگی نگارنده کتاب، عبدالواحد تمیمی آمدی در دست نمی‌باشد. در این شرح حال افندی از آمدی به عنوان «فاضل عامل محدث امامی شیعه» نقل می‌کند. پاره‌ای دیگر از دانشمندان علوم دینی، آمدی را از عالمان امامیه برشمرده‌اند.
علامه مجلسی از دانشمندان مذهب شیعه در آغاز کتاب بحار، آمدی را از حکیمان امامیه محسوب می‌کند. ابن شهر آشوب و حاج میرزا حسین نوری نیز در آثار خود از آمدی تجلیل نموده‌اند آمدی نزد احمد غزالی شاگردی کرده و استاد ابن شهرآشوب بوده‌است. الاحکام من قصة سید الانام و جواهرالکلام فی الحکم از آثار دیگر آمدی می‌باشند. سرشناسی آمدی به سبب نگارش کتاب غررالحکم و دررالکلم می‌باشد. نگارنده، در ابتدای کتاب، هدف خویش را از تألیف آن، چنین بیان می‌دارد:
آنچه مرا بر تألیف این احادیث واداشت، به درستی چیزی بود که ابوعثمان جاحظ را خوشحال ساخته بود و آن چیز، صد واژه از واژگانی بود که دربردارنده انواع سودها و بخشاینده لذت‌ها به گوش‌ها بود، و آن کلمات را جاحظ از کلمات امیرالمؤمنین علی بن ابی طالب گرد آورده بود. من همینکه آن را از جاحظ دیدم، خندیدم و پیش خود گفتم، عجبا! پناه بر خدا از این مرد! با اینکه او دانشمند زمان و یگانه در میان عالمان است، با آن سابقه دانش و اوج بلندش در علم چه شده‌است که از ماه تمام روشن، چشم پوشیده و از بسیار به کم ساخته است؟ پس از آن بر آن شدم از سخنان آن حضرت گرد آورم و برخی از حکمت‌ها و اندکی از بسیار از سخنان آن حضرت را که سخنوران جهان و حکیمان دوران از آوردن مانندش ناامیدند، گرد آوردم.
 به گفته آمدی، خود علی بن ابی طالب درباره دانش خویش نقل کرده‌اند:
بدانید میان دو پهلوی من دانش بی‌شماری انباشته شده است، چه می‌شد اگر بردارنده و نگهدارنده پیدا می‌کردم و کمی دوش دل را از این بار گران الهی سبک می‌کردم.

## روش گردآوری کتاب
آمدی، روش گردآوری و تدوین خود را بر اساس ترتیب حروف بیست و نه‌گانه قرار داده است و بسیاری از بخش‌های کتابش را بر مبنای واژه آغازین گفتاورد بنیاد کرده‌است. مثلاً:
- فصل ششم: واژه الا
- فصل هفتم: واژه أین
- فصل چهل و شش: واژه طوبی
- فصل هشت و یک: واژه نعم
- فصل هشتاد و هفت: واژه ینبغی

## کهن‌ترین نوشتار
کهن‌ترین نوشتار غررالحکم و دررالکلم، نسخه شماره ۱۱۶۸ کتابخانه آستان قدس رضوی است، که به سال ۵۱۷ هجری قمری استنساخ گردیده است.

## نوشتارهای خطی غررالحکم و دررالکلم
غررالحکم و دررالکلم کتابی است که دانشمندان اسلامی در طی قرون گذشته، نوشتارهایی از آن برداشته‌اند که فعلاً در کتابخانه‌های بزرگ از جمله ایران موجود هستند، که به برخی از آن‌ها عبارتند از:
- نوشتاری بسیار گرانقدر با جلد و سرفصل‌های طلاکاری شده در کتابخانه علی بن موسی الرضا موجود است که در بین هر یک از گفتاوردها، یک ستاره طلا قرار گرفته‌است و در سال ۹۶۱ هجری قمری در شهر مکه به دست خطاط آن بهاءالدین حسین، به پایان رسیده‌است و شماره ثبتی آن ۱۸۶ می‌باشد.
- نوشتار دیگری در همان کتابخانه است، طی شماره ۱۱۶۸ که تاریخ نگارشش ۵۱۷ هجری قمری و به زمان خود نگارنده بسیار نزدیک است.
- نوشتار دیگری در کتابخانه مدرسه سپهسالار است، که به تاریخ ماه رمضان ۹۹۵ هجری قمری و شماره آن ۲۸۴۲ می‌باشد.
- نوشتار با ارزش دیگری با خط نسخ با جلد طلاکاری شده ولی بدون تاریخ طی شماره ۳۰۹۲ در کتابخانه مجلس شورای ملی موجود است.

این کتاب همچنبن توسط میرزا محسن عماد الفقرا به نظم درآمده‌است.

## محتوا
غررالحکم مجموعه ای از بیش از ده هزار سخن تقوی و اخلاقی منسوب به علی است که از منابع مختلف، از جمله  نهج البلاغه، صد کلمه جاحط، تحف‌العقول ابن شعبه حرانی و دستور معالم الحکم قاضی قضاعی گرفته شده است. قدیمی ترین نسخه خطی موجود از غررالحکم مربوط به سال 1123 میلادی است.
گفته می شود که کلمات قصار غررالحکم و دیگر آثار منسوب به علی در طول تاریخ عرفان اسلامی تأثیر بسزایی داشته است.

## گزیده
گزیدۀ سخنان علی در غررالحکم:
- حكمت را ، از هركه برايت آورد ، فراگير، و به گفتار بنگر و به گوينده منگر .
- بر بلنداى اهداف نرسد ، مگر كسى كه خود را مهذّب ساخته و با نفس خويش ، جهادها كرده باشد .
- صاحبان عيب دوست دارند عيب هاى مردم فاش شود تا مجال عذرخواهى از عيب هايشان فراخ شود .

- سرآغاز نادانى ، دشمنى با مردم است .

- سرلوحه سياست ، به كار بردن مداراست .

- ميل تو به كسى كه از تو دورى مى كند ، خوارى است .

- زكات زيبايى ، پاك دامنى است .

- لغزش عالم ، مانند شكستن كشتى است : خود غرق مى شود و با خود ، ديگران را غرق مى كند .

- جان هاى خود را با پرهيزگارى نگاه داريد ، و بيماران خود را با صدقه درمان كنيد .

- دين خود را با دنيايت حفظ كن تا هر دو را ببرى ، و دينت را وسيله حفظ دنيايت قرار مده ، كه هر دو را مى بازى .

- روزه گرفتن دل از فكر گناه ، برتر است از روزه گرفتن شكم از غذا .

- گناه كارى كه به گناهش اعتراف مى كند ، بهتر است از طاعت كننده اى است كه به عملش مى بالد .

- خوش بختى با پايبندى به حق به دست مى آيد .

- گفتنِ «نمى دانم» ، نيمى از دانش است .

- براى ادب كردن خود ، همين بس كه دورى كنى از آنچه آن را از ديگران خوش نمى دارى .

- براى هر چيز زكاتى است و زكات خِرَد ، تحمّل نادانان است .

- كمال را در نمى يابى تا آن گاه كه نقصان را پشت سر گذارى .

- اگر نمازگزار مى دانست چه رحمتى او را فراگرفته ، سر از سجده بر نمى داشت .

- با كسى كه با تو درشتى مى كند ، نرم باش ، كه دور نيست او هم با تو نرم شود .

- هر كه تو را ستود ، سر از تنت ستانْد .

- هر كس تصميم خود را آشكار كند ، دورانديشى اش باطل شود .

- هركه را توفيق دعا داده شود ، از پذيرش آن محروم نشود .

- هيچ كس پرهيزكارى پيشه نكرد ، مگر اين كه خدا راه برون شدن از سختى ها را برايش آسان كرد .

- هيچ كار خيرى را از روى ريا انجام مده و از سَرِ شرم ، آن را وا مگذار .